# Дуб (Замойский повет)
Дуб (пол. Dub) — деревня в Замойском повете Люблинского воеводства Польши. Входит в состав гмины Комарув-Осада. Находится примерно в 22 км к востоку от центра города Замосць. По данным переписи 2011 года, в деревне проживало 346 человек.
В 1975—1998 годах деревня входила в состав Замойского воеводства.

## Население
Демографическая структура по состоянию на 31 марта 2011 года:
|         | Всего | До трудоспособного возраста | Трудоспособного возраста | Старше трудоспособного возраста |
| ------- | ----- | --------------------------- | ------------------------ | ------------------------------- |
| Мужчины | 188   | 42                          | 118                      | 28                              |
| Женщины | 158   | 35                          | 76                       | 47                              |
| Всего   | 346   | 77                          | 194                      | 75                              |